# Graduał Jana Olbrachta

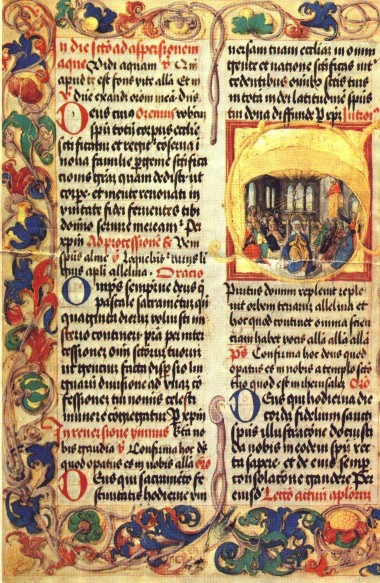
Graduał króla Jana I Olbrachta

Graduał Jana Olbrachta – ilustrowany, rękopiśmienny trzytomowy kodeks muzyczny ufundowany w latach 1499-1500 przez króla Jana Olbrachta dla katedry wawelskiej.
Graduał ukazał się w trzech tomach: De tempore, De sanctis i De Beata Virgine choć pierwotnie był planowany jako jedna całość. Data znajdująca się na oprawie tomu pierwszego wskazuje, że dwie pierwsze części wykonano w latach 1499-1501. Natomiast napis fundacyjny tomu trzeciego zawiera datę 26 stycznia 1506 roku jako ukończenia tekstów. Został więc ukończony cztery lata po śmierci króla.

## Opis
Rękopis został spisany przez dwóch skrybów: Tomasza i Stanisława przy czym zapis nutowy kodeksu pochodzi od Tomasza. Dekoracje Graduału Olbrachta stanowią jedno ze szczytowych osiągnięć miniatorstwa krakowskiego z przełomu XV i XVI wieku. W trzech tomach znalazło się 47 miniatur. Głównym ich wykonawcą był prawdopodobnie Maciej z Drohiczyna (1484-1528). To jego indywidualny styl zdominował tom pierwszy i drugi graduału. Tom trzeci był iluminowany przez co najmniej trzech różnych artystów, co jest widoczne w różnicy stylów. Ikonograficzna treść iluminacji została starannie dobrana i przygotowana, gdyż zawiera złożone treści teologiczno-liturgiczne, teologiczno-polityczne i moralizujące w znacznej mierze wyrażone za pomocą symboli.
Miniatury inicjałowe mają odmienny charakter ideowy niż związana z nimi ornamentyka marginalna. Miniatury zdają się należeć do sfery sacrum i podkreślają triumf wartości duchowych, zaś w ornamentykę w znacznej mierze wpleciono motywy zwierzęce i figuralne. Marginesy znajdujące się na styku sacrum i profanum są miejscem konfliktów między pierwiastkami ducha i materii oraz dobra i zła. Ten podział podkreślono wyrazem ekspresji. Miniatury są miejscem gdzie panuje nastrój powagi, szlachetnego smutku lub podniosłej radości czy nawet modlitewnej adoracji. Marginesy to miejsca gdzie pojawia się komizm, brutalny naturalizm czy wręcz trywialność. W kolorystyce graduału dominuje gotycka paleta kolorów, czerwień, zieleń i błękit, przyozdobiona błyszczącymi, gładkimi lub okraszonymi złotem płatkami. Tematyka i sposób wykonania miniatur są zbieżne z rycinami mistrzów tamtego okresu. 18 miniatur obrazuje treści świeckie zaczerpnięte z legend, romansów rycerskich czy opowiadań ludowych.
Muzyczny zapis kodeksu posiada liczne, urozmaicone metodycznie warianty. Znajdujące się w warstwie muzycznej wskazówki wykonawcze dla chóru chłopięcego przemawiają za używaniem graduału przez śpiewaków wawelskiej szkoły katedralnej.
Graduał Jana Olbrachta jest przechowywany w Archiwum Kapituły Metropolitalnej na Wawelu (rękopisy nr 43, 44 i 42 KP).